# Anastasia Kapachínskaya

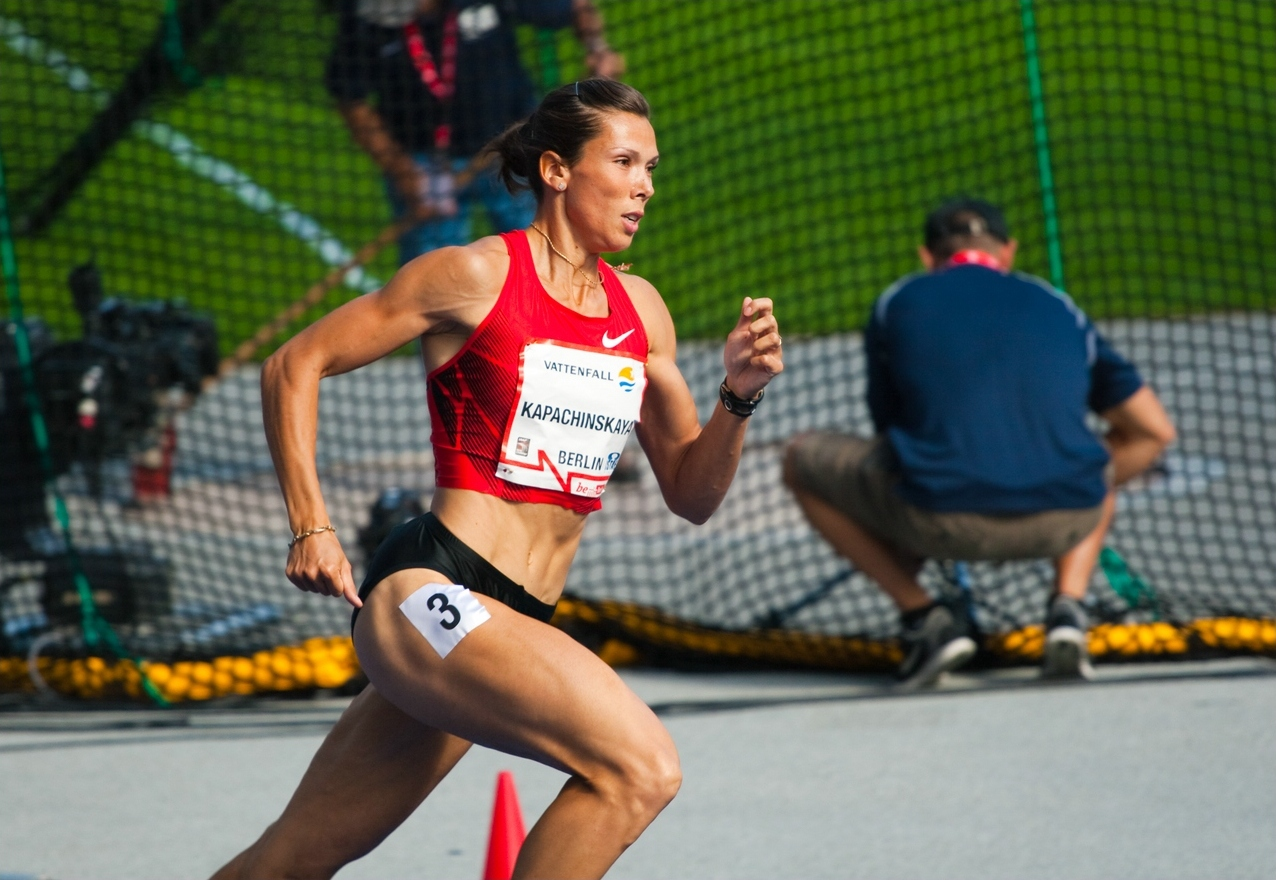
Anastasiya Kapachinskaya en 2011

Anastasia Aleksándrovna Kapachínskaya (en ruso: Анастасия Александровна Капачинская; nacida el 20 de noviembre de 1979 en Moscú, Unión Soviética) es una atleta velocista.
En el Campeonato Mundial de Atletismo en Pista Cubierta de 2004 ganó los 200 m, pero fue despojada del título tras dar positivo por el anabolizante prohibido, androgénico esteroideo. Ella negó todo conocimiento de cómo había sucedido y durante la suspensión de dos años que ha recibido se ha comprometido a trabajar con la Agencia Mundial Antidopaje promoción del deporte sin drogas, uniéndose a Kelli White de los Estados Unidos de América, que también fue víctima de las mismas reglas después de trazas de modafinilo se encontraron en su muestra de orina.
En 2006, la madre de Kapachinskaya murió, y eso la afectó en su carrera inmensamente. En los Juegos Olímpicos de 2008, sin embargo, estaba en los 400 m finales y su resultado fue la quinta después de Yulia Gushchina pero logró una plata en los 4 x 400 m. 
En 2009, ella fue de nuevo en la final de los 400 m en los campeonatos del mundo y fue sexta. El equipo ruso, que incluía Kapachinskaya logró una medalla de bronce en el relevo.

## Principales logros
- 2002
  - Campeonato de Rusia - Cheboksari.
    - Medalla de bronce de 400 m

  - Campeonato de Europa - Múnich, Alemania.
    - Medalla de plata en relevo 4 × 400 m
- 2003
  - Campeonato del Mundo - París, Francia.
    - Medalla de oro de 200 m
    - Medalla de plata en 4 × 400 m

  - Campeonatos de interior rusos - Tula.
  - Medalla de oro de 200 m
  - Campeonato del Mundo en pista cubierta - Birmingham, Inglaterra.
    - Medalla de bronce en 200 m

  - Primera Final del Campeonato Mundial de Atletismo - Mónaco.
    - 200 m tercer lugar

  - Copa de Europa - Florencia, Italia.
    - Medalla de oro en 200 m
- 2008
  - Juegos Olímpicos - Pekín, China
    - Medalla de plata en Relevo 4 × 400 metros
- 2011
  - Campeonato del Mundo - Daegu, Corea.
    - Medalla de bronce en Relevo 4 × 400 metros
- 2012
  - Juegos Olímpicos - Londres, Gran Bretaña.
    - Medalla de plata 4 × 400 m